# Koenigsegg Agera
Koenigsegg Agera je sportski automobil švedskog proizvođača automobila Koenigsegg.
Automobil je nasljednik modela Koenigsegg CCX.
Modela se proizvodio od 2011.g. do 2018.g.
Automobil pogoni motor zapremnine 5.0 litara V8, razvijen na osnovi motora tvrtke Ford, koji razvija 947 KS (706 kW) pri 6900 okretaja u minuti i 1100 Nm pri 4000 okretaja u minuti, ukupne težine 197 kg.
Proizvođač tvrdi da najveća brzina automobila iznosi 400 km/h (249 milja na sat).
Tijekom proizvodnih godina izdane su različite varijante modela:
- Koenigsegg Agera R (2011–2014)
- Koenigsegg Agera S (2013–2014)
- Koenigsegg One:1 (2014–2016)
- Koenigsegg Agera RS (2015–2018)
- Koenigsegg Agera Final Edition (2016–2018)